# Радоеща
Радоеща, Радоища или книжовно Радовища (на албански: Radovesh) е село в Албания, в община Булкиза (Булчица), административна област Дебър.

## География
Селото е разположено в историкогеографската област Голо бърдо, на самата граница със Северна Македония срещу село Отишани, разположено на изток.
Някои от махалите на селото са: Бегьовци, Бояджиовци, Симановци, Тропчанища.

## История

### Етимология
Според академик Иван Дуриданов етимологията на името е от притежателно прилагателно със суфикс jā – Radovětja от личното име Радовѣтъ.

### В Османската империя
В „Етнография на вилаетите Адрианопол, Монастир и Салоника“, издадена в Константинопол в 1878 година и отразяваща статистиката на населението от 1873 година, Радоеща (Radovichta) е посочено като село с 35 домакинства с 52 жители помаци и 54 жители българи.
Според статистиката на Васил Кънчов („Македония. Етнография и статистика“) в Радовеща живеят 120 души българи мохамедани.
На Етнографската карта на Битолския вилает на Картографския институт в София от 1901 година Радовиш е чисто албанско село в Дебърската каза на Дебърския санджак с 46 къщи. Същевременно Радойца (Радовча) е чисто помашко (българомохамеданско) село в Дебърската каза на Дебърския санджак с 42 къщи.
Вестник „Дебърски глас“ в 1909 година пише:
| „ | Радоеща от 25 български къщи завзето е сега от Тольовци, от които най-прочут изедник е Таир Толя, и те са от село Горица (Малесия). От същите е завезето и селото съседно на Радоеща Заборие. От тези две села българите са изселени повече в гр. Солун. | “ |

### В Албания
След Балканската война в 1912 година Радоеща попада в Албания.
В 1915 година, по време на Първата световна война, селото е анексирано от Царство България. Към 1 март 1916 година Радоища е част от Малоостренската община на българската Дебърска околия.
В рапорт на Сребрен Поппетров, главен инспектор-организатор на църковно-училищното дело на българите в Албания, от 1930 година Радовиш е отбелязано като село със 70 къщи българи мохамедани.
В 1940 година Миленко Филипович пише че Радовище, Родаеща (Радовиште, Радоешта) е чисто „сръбско мюсюлманско“ с около 45 къщи. Преди в селото е имало християни, които са се изселили в Дебър. (Секуличи, Радоешки-Наумовичи, Радоешки-Яковлевичи, Чикеровци, Пържовци и други). В селото е имало православна църква „Свети Илия“, от която стоят зидовете.
До 2015 година селото е част от община Острени.

## Личности
Родени в Радоеща
- Анастас Спасов Янков, български революционер, деец на ВМОРО, след 1913 година емигрант в Лозана, където с брат си Трайче отварят семейна фабрика за кисело мляко[11]
- Богдан Алексиев Янков (1881 – 1953), български строител и революционер
- Петко Деспотов, майстор от шивашкия еснаф в Солун, член на Солунската българска община[12]
- Трайче Спасов Янков, български революционер, деец на ВМОРО, след 1913 година емигрант в Лозана, където с брат си Анастас отварят семейна фабрика за кисело мляко и Трайче се жени[11]
- Фаик Курти (1938 – 2006), албански танцьор и хореограф
- Яков Алексиев Янков (1877 – 1913), български общественик и революционер